# La Digue en Binnenste eilanden
La Digue and Inner Islands is een van de 26 districten van de Seychellen. Het bestaat uit het eiland La Digue en diverse kleinere eilanden van de Inner Islands.

## Administratie
Het district is ontstaan in 1994 toen de regering de voormalige districten La Digue en Silhouette verenigde. Het wordt beheerd door een districtsbeheerder, gevestigd in het hoofddorp La Passe.
Sinds 1994 heeft het district een "lokale overheid" die een eenheid is van het Ministerie van Lokaal Bestuur, Jeugd en Sport. De rol van dit bestuur is om de beschikbaarheid van openbare diensten op lokaal niveau te bevorderen. Het motto van het district is: "Avancons lentement mais surement" (Langzaam maar zeker vooruitgang boeken).

## Eilanden
| Nr. | Eiland                                | Hoofdplaats        | Oppervlakte (km²) | Bevolking (Volkstelling van 2012) |
| --- | ------------------------------------- | ------------------ | ----------------- | --------------------------------- |
| 01  | Bird                                  | Bird Village       | 0.94              | 38                                |
| 02  | Denis                                 | St. Denis          | 1.43              | 80                                |
| 03  | Félécité                              | La Penice          | 2.68              | 20                                |
| 04  | Frégate                               | Jachthaven         | 2.07              | 214                               |
| 05  | Iles Sœurs (Grande Sœur, Petite Sœur) | Grande Sœur        | 1.13              | 2                                 |
| 06  | La Digue                              | La Passe           | 10.08             | 2800                              |
| 07  | Marianne                              | Ans La Cour        | 0.97              | 0                                 |
| 08  | Nord                                  | North Island Lodge | 2.01              | 152                               |
| 09  | Andere eilanden                       | Geen               | 0.3               | 0                                 |
| 10  | Silhouette                            | La Passe           | 20.1              | 200                               |
|     | La Digue en Inner Islands             | La Passe           | 41.6              | 3506                              |